# 凤凰单丛

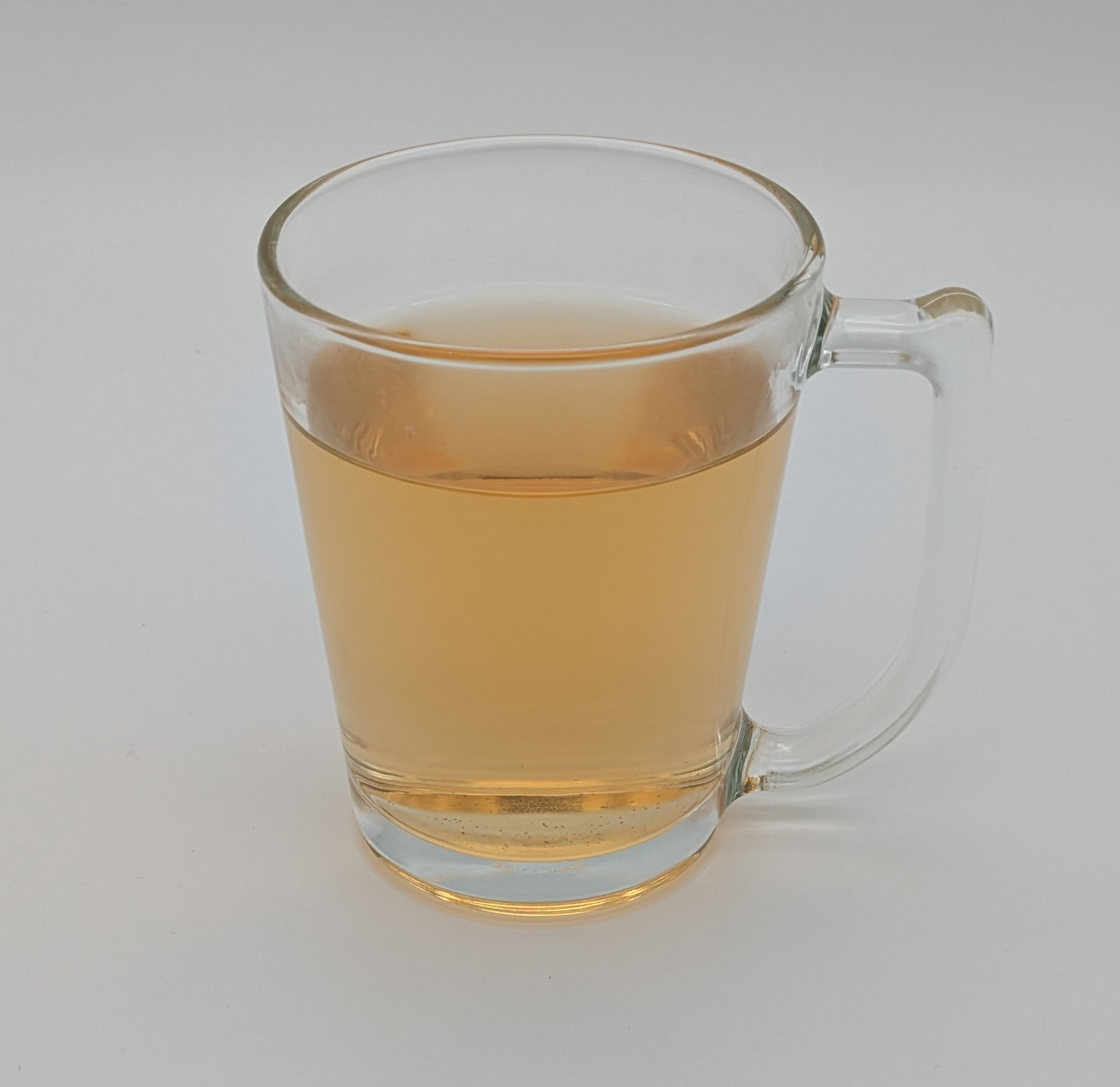
凤凰单丛

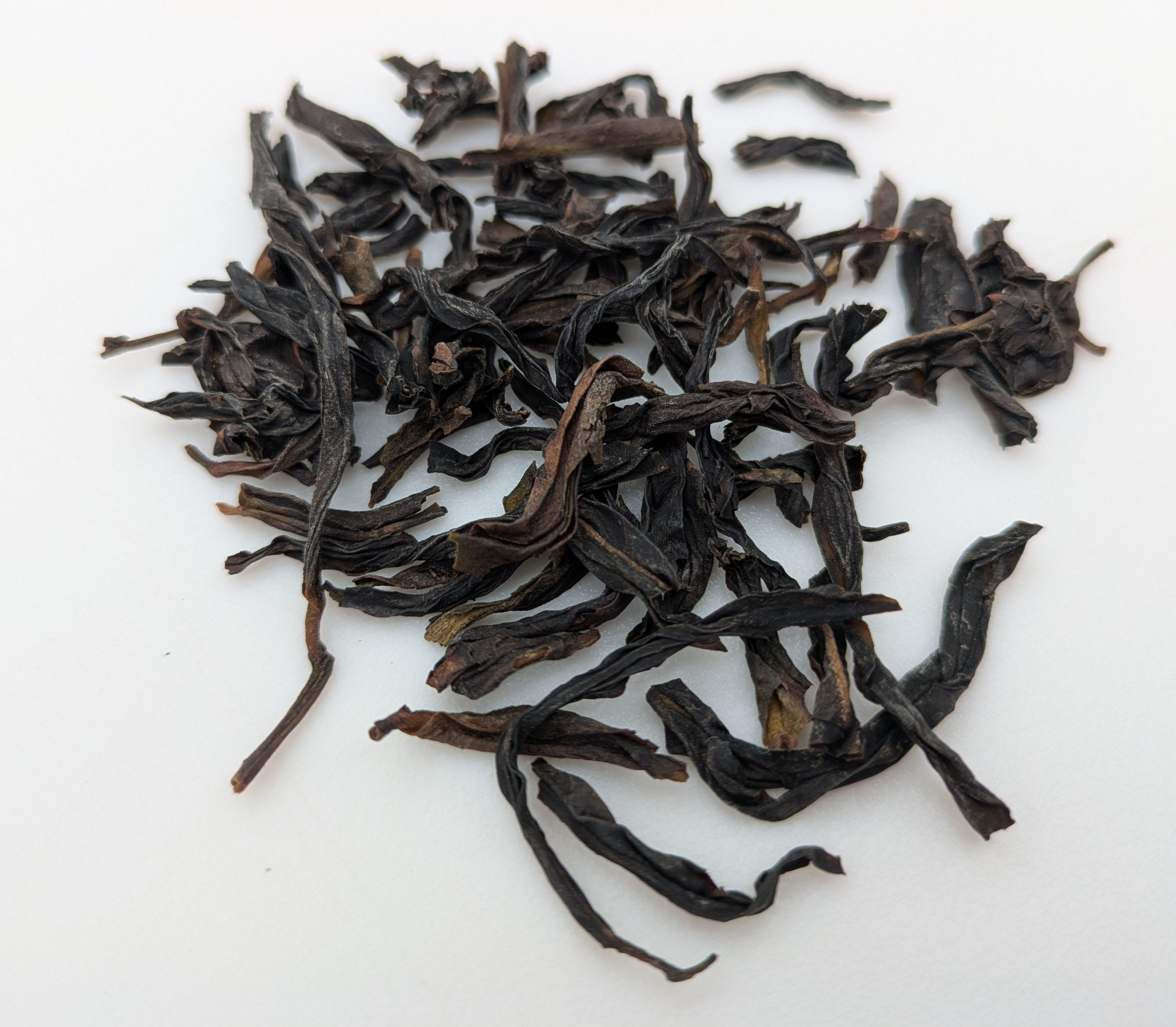
凤凰单丛茶叶

凤凰单丛，也称凤凰茶，乌龙茶的一种，屬於廣東烏龍茶。凤凰山位于广东省潮州市潮安区北部山区的凤凰镇，凤凰茶因山而得名。其中，最著名的香型为银花香单丛，俗称鸭屎香。

## 名称
正写为「凤凰单丛」，「凤凰单枞」为错写。辞海中“丛”字，一意为聚集，也指聚集而生的树木，由此可见，“丛”为生长在一起的草或木之意。在潮汕话中，“丛”为量词，与“棵”通用，如：一丛花、一丛茶、一丛树。
辞海中“枞”字，一意为木名，指某种树木植株，即冷杉；二意为耸峙，翘然；三意为姓氏。由此可见，茶叶用“枞”从字意而言，没什么道理。
2004年8月，潮州市政府下文通知，所有单丛茶包装、宣传、营销一律采用“丛”字，其它以“单枞”字为错别字，不能使用和销售。

## 介绍
一株茶树，经过茶农几代人的培育之后，被确认为有独特优异香味，这株茶树于是被单株采收、单株制作，那么，这株茶树就称为单丛茶树，所采制的茶叶就称为单丛茶，而凤凰单丛则是这众多优异单丛的总称。
南宋时期，凤凰山民已在厝前屋后零星种植了鸟嘴茶树。他们已懂得茶叶有生津止渴、提神醒脑、助消化、法痰止咳等功能，因此户户种植。
明弘治年间，出产于待诏山（今大质山）的凤凰茶已成为贡品，称为“待诏茶”。